# ایستاین یکم نرروژ
ایستاین یکم نرروژ (انگلیسی: Eystein I of Norway؛ c. ۱۰۸۸ – ۲۹ اوت ۱۱۲۳ (aged ۳۳–۳۵)) یک پادشاه نروژ اهل نروژ بود. 